# گود کناردان
گود کناردان، روستایی در دهستان مهرگان بخش مرکزی شهرستان پارسیان در استان هرمزگان ایران است.

## ویژگی‌ها
مردم این روستا، اهل سنت از پیروان امام محمد ادریس شافعی هستند. دارای مسجد، برق، آب‌انبار (برکه)، خانه بهداشت، و دبستان است.
ساکنان این روستا از تبار عرب هستند و به زبان عربی و فارسی به گویش محلی تکلم می‌کنند.
اهالی روستا از طریق صید، ماهی‌گیری و کشاورزی امرار معاش می‌کنند. حدود ۵۰۰ اصله نخل دیم و ۶۰ من زمین زیر کشت دیم دارد و در زمین‌های آن جو و گندم کشت می‌شود.

## جمعیت
بر پایه سرشماری عمومی نفوس و مسکن در سال ۱۳۹۵، جمعیت این روستا برابر با ۲۸ نفر (۱۰ خانوار) بوده‌است.